# Cesano Maderno

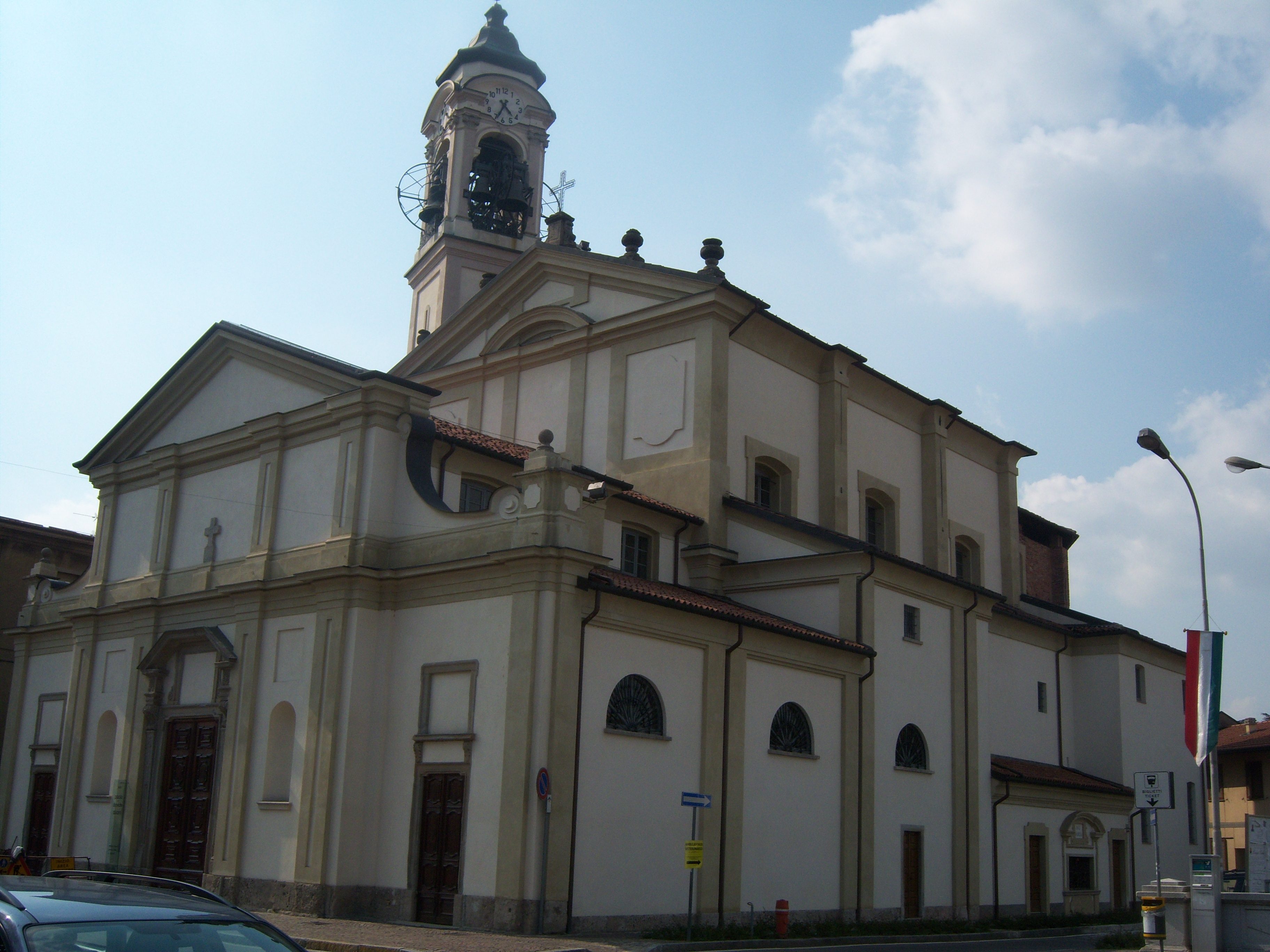
Kirche des Heiligen Stephanus

Cesano Maderno ist eine norditalienische Gemeinde (comune) mit 39.541 Einwohnern (Stand 31. Dezember 2023) in der Provinz Monza und Brianza in der Lombardei. Die Gemeinde liegt am östlichen Rand des Parco delle Groane. Volle Stadtrechte wurden der Gemeinde durch Präsidentialerlass 1999 verliehen. Die Gemeinde liegt etwa zwölf Kilometer nordwestlich von Monza und etwa 20 Kilometer nördlich des Stadtzentrums von Mailand.

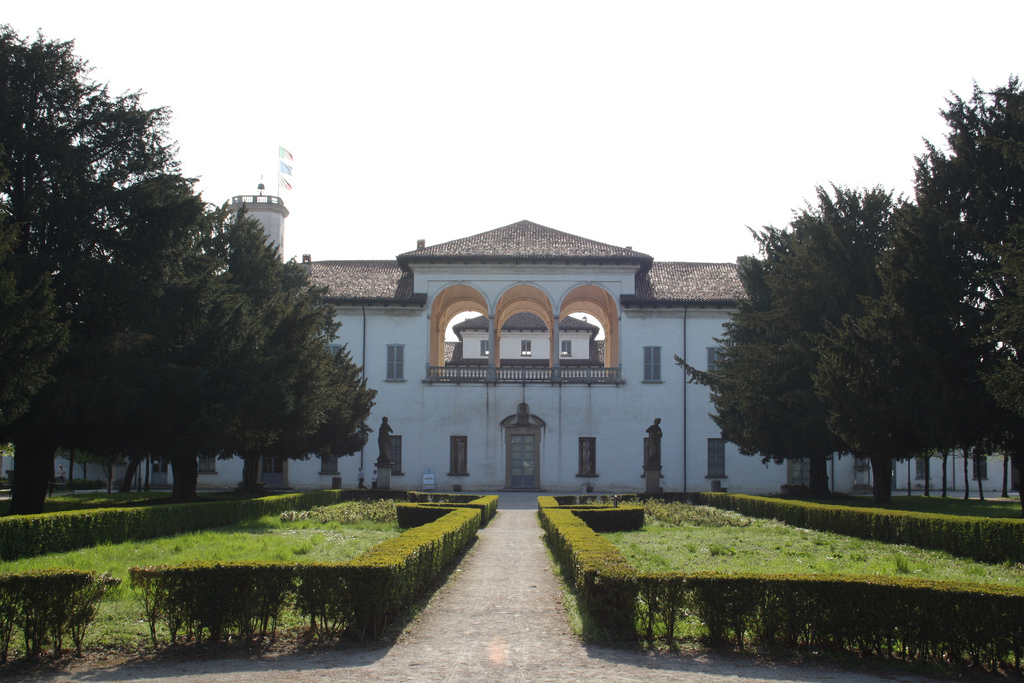
Palazzo Borromeo

## Gemeindepartnerschaften
Cesano Maderno unterhält eine inneritalienische Partnerschaft mit der Gemeinde Campomaggiore in der Provinz Potenza sowie zwei weitere Partnerschaften mit der französischen Gemeinde Valençay im Département Indre und mit der ukrainischen Stadt Czernowitz in der Oblast Tscherniwzi.

## Söhne und Töchter der Gemeinde
- Luigi Radice (1935–2018), Fußballspieler und -trainer
- Renzo Martinelli (* 1948), Filmregisseur